# Interián
Interián este o arie protejată (arie specială de conservare — SAC, sit de importanță comunitară — SCI) din Spania întinsă pe o suprafață de 100,2 ha, integral pe uscat.

## Localizare
Centrul sitului Interián este situat la coordonatele 28°21′49″N 16°47′45″W / 28.3636°N 16.7958°V.

## Înființare
Situl Interián a fost declarat sit de importanță comunitară în octombrie 1999 pentru a proteja 1 specie de plante. Situl a fost protejat și ca arie specială de conservare în ianuarie 2010.

## Biodiversitate
Situată în ecoregiunea , aria protejată conține 6 habitate naturale: Pajiști macaroneziene cu vegetație endemică, Păduri de Olea și Ceratonia, Plantații de palmieri Phoenix, Tufărișuri termo-mediteraneene și de pre-deșert, Păduri macaroneziene de dafin (Laurus, Ocotea), Pante stâncoase silicioase cu vegetație casmofită.
La baza desemnării sitului se află o specie protejată de  plante: Limonium arboreum.